# 輝竜戦鬼ナーガス
『輝竜戦鬼ナーガス』（きりゅうせんきナーガス）は、増田晴彦によるファンタジー漫画。

## 概要
1991年、エニックス（現スクウェア・エニックス）の漫画雑誌『月刊少年ガンガン』が創刊された際に、ラインナップのひとつとして連載が始まる。以降、1994年10月号に至るおよそ3年間、連載を続けて大団円を迎え、作者の全作品中、最長連載記録を誇る。作者のガンガン掲載作品群の中では、一応の決着が付いた唯一の作品ではあるが、これでさえも明かされるべき謎がいくつも見受けられ、特に終盤は連載終了を急がされたことが察せられる。
もともとの企画では『浦島伝説ナーガス』というタイトルであり、タイトル通り、竜宮城の登場ははじめから決まっていたという。編集長より「お伽噺をストレートにやってはだめ」という意見が出たため、今の形になった。また、作中に宗教ネタ（使われている宗教は架空のものである）が挿入されているが、こちらも企画段階から入れる予定であったという。
主人公・竜輝を中心とする家族構成は、ケルト神話の光神ルーを中心とした祖父殺し神話をモチーフとしている。
作者の得意とするモンスターキャラクターのセンスと趣味が大いに発揮されており、登場キャラクターの過半を非人間型キャラクターが占めている。
コミック版は、1991年、エニックスより新書版サイズで発行された。全9巻構成。

## 作品世界背景
本作の舞台は現代日本及び魔精界である。
現代日本は、現実世界とほとんど変わりがない。
魔精界は、「地」「水」「炎」「風」の四界で構成される、魔神（ディーバ）の世界である。 魔神とは、人間達から見た神ないし悪魔の総称であり、大自然の営みを司る自然神を指す。魔神は、己の属する界の精霊の力をもって、自然の営みの調整を行ったり、敵を討つ力と成したりする。
本作開始直前において、魔精界の王は水魔神（ハイドロ・ディーバ）である竜王ラージャスが務めていた。その治世は500年に及び、その間、魔精界は平和であった。だが、近年になって、自然破壊によりラージャスの力の衰えが著しくなると、炎界より魔精界制覇を目論む魔神が台頭した。炎界の高位魔神（ベール・ディーバ）ヴァグーラである。

## あらすじ
ヴァグーラは炎魔神（パイロ・ディーバ）達を率いて、竜王の本拠地である水界へと侵攻、壮絶な一騎討ちを経て、ついにはラージャスを下し、新たな魔精界の王となった。
だが、竜王は死の直前に、竜（ナーガ）一族に伝わる伝説を残した。
「悠久の平和の後、炎が竜の王を倒す時、炎の孫ナーガスが現れ、炎を打ち消さん」
ヴァグーラは意に介さず、竜王の娘マナーサを妃とする。マナーサはヴァグーラとの間に娘エスリーンをもうけた。
30年が経過し、帝王となったヴァグーラは魔精界のほぼ全てを手中にしていた。竜王直属であった水界の魔神達は、将軍オアンネスを中心とした抵抗を続けていたものの、恐怖によって率いられた地風炎三界の連合軍によって、ついには陥落した。しかし、その直前に、オアンネスの娘ディーナは、父よりナーガス探索を命ぜられ、魔精界と人間界を繋ぐ越界の鏡の守り主であるティアと共に、人間界へと赴くのだった。
人間の少年、霧山竜輝（きりやま りゅうき）は、母こそ幼い頃に亡くしていたものの、父・輝安（てるやす）と幼馴染みの少女・美森沙智（みもり さち）をはじめとした人々に囲まれ、ごく普通の日々を送っていた。しかし、級友が授業中に謎の死を遂げたことを皮切りに、ついにはクラス全体が謎の生物に喰い殺されるという怪異に遭遇する。現れた化け物は魔神ドリワームと名乗り、竜輝の母が人間ではなく魔神の王女であると告げる。そして、ドリワームの触手が唯一生き残った沙智に及んだ時、竜輝の中で魔神の力が目覚めた……。

## 登場人物
各人物は種族で分類しているが、ハーフなどの分類しがたい者に関しては、本人の認識等に依っている。各説明を参照。

### 人間
霧山 竜輝（きりやま りゅうき） / 輝竜戦鬼ナーガス
本作の主人公。ごく普通の高校生活を送っていた少年。実は魔神とのハーフであり、人間態での真っ赤な頭髪はヴァグーラの孫である事の名残。魔神化すると全身に竜王ゆずりのウロコ、うなじには炎魔王ゆずりの真紅のたてがみ、背中に出し入れ自由の飛翔用の皮膜翼が収納された、直立歩行の竜人のような姿になる。
父は人間・霧山輝安。母は魔精界の王女エスリーン。そして、祖父母は魔精界の王ヴァグーラと竜王の娘マナーサであるため、伝説にうたわれる「炎の孫」と目される。祖母より竜（ナーガ）の血を受け継いでいるため、鎖骨接合部には竜族の証である竜玉がある。この部位は人間態・魔神態でも変わらない。
もともとは外国人（と思っていた）の母恋しさゆえに海外特派員を目指す（なので英語の成績だけはよかった）、少々気弱なところのある少年だったが、戦いを経て、精神的に成長していく。立ち位置としてはケルト神話のルーに対応する。ちなみに学校生活では保健委員だった。
- 使用技
  - 流水弾
  - 竜斬鱗
  - 水幕結界
  - 炎竜焼牙
  - 水竜斬刃
  - 水竜渦動衝

美森 沙智（みもり さち）
本作のヒロイン。竜輝の幼馴染みで、勝ち気な少女。成績はかなりよいが、自分に絡んだ恋愛事には疎く、太輔の片想いには最後まで気づかなかった。
竜輝と共に保健委員だった。ごく普通の生活を送っていたが、魔神ドリワームにクラス全員が食い殺される事件を経て、魔神の戦いに深く関わっていく。
ただの人間の少女であるため、直接的な戦闘能力こそないが、その行動力や決断力は戦いにおいて重大な局面を左右していく。ギレウスに生命を狙われることもあるが、そのギレウスの内心を理解した者のひとりでもある。
狢谷 太輔（まみや たすけ）
竜輝の親友にして戦友。出会った時には誤解から敵対したが、すぐにうち解けた。陽気でお調子者。意外にもかわいいもの好き。実家はアパートなど不動産経営をしている土地持ち。
地魔神（ゲー・ディーバ）の先祖返りであるらしく、ムジナのような獣人に変身することができる。その力を利用して妖怪ハンターのまねごとをしている。自分の力に関しては「常人には想像もつかない体験ができて面白い」と語るが、心の奥底では疎外感を持っていた。かつて初恋の相手の前で初めて魔神に襲われて変身し、彼女にも怖がられてしまったため（基本お調子者の太輔に好意を持ってくれただけあって吹聴などはしなかったようだ）。
自分の正体を知っても態度を変えなかった沙智に惹かれるが、竜輝との連携を乱さないためにその想いは伏せていた（但し、ディーナとサザナミには見抜かれている）。当の本人はサザナミに思いを寄せられており、彼女によれば浦島子（浦島太郎）に瓜二つだという。また、沙智に言わせれば、ディーナとお似合いとのこと。
- 使用技
  - 大車輪針
  - ムジナの最後っ屁

霧山 輝安（きりやま てるやす）
竜輝の父。剣道家。妻亡き（ということにした）後、男手ひとつで竜輝を育て上げた。エスリーンとのなれそめは不明だが、魔神と知ってなお妻として愛した懐の大きい男。
ボレアースの襲来時、スグシスの手によって傷つけられ、戦う息子に助言をして死んでいった。名前の由来はケルト神話のキアン（名前を音読みすると「きあん」と読める）。ヴァグーラをバロールと見なした時の立ち位置に対応している。
相田 光四郎（あいだ こうしろう）
都立武蔵ヶ丘高校世界史教諭。太輔が属する部の顧問（本編では明らかにされていないが、怪奇現象研究部）。実は専門は考古学で、特に古代の宗教や魔術について調査している。その知識で、竜輝達の戦いを助けることになる。用途不明の発掘品を「使い方がわからないなら、使ってみればいいじゃないか」という豪快な人。そのために魔術師や占い師、宗教家の助言を求め、魔導書すら収集し、ついには魔神を呼び出すことに成功した。収集した発掘品の中に「神力封じの結界具」があり、それを利用して（特に人間である沙智の）安全が確保できるとされたが、初めて起動した際には竜輝やディーナが神力で構成していた服が消えてしまう珍事が起きた。普段でもブラウニーの召喚実験をやったりしている変人なので、彼が住むマミヤハイツには住人は少ない。
久野 政玄（くの せいげん）
聖星神月教（せいせいかむづききょう。以下「神月教」）教祖。相田教諭の知人。神月教は、『神』（ここでいう神は魔神ではなく「大宇宙全体を動かす大いなる意志」である）の意志を体感し、それを体現することを旨とする宗教である。婆倶羅教団を邪教と非難し、報復として「神罰」を宣言されギレウスに殺された。その間際にもギレウスに『神』から与えられた使命があると諭し、孫の未来を案じながら亡くなった。
久野 久道（くの ひさみち）
政弦の孫で、神月教の熱心な信者。
祖父の死に際し、自分が神月教を「知っている」だけで「理解している」わけではないことを自覚し、教団の運営を信頼できる幹部に任せ、一人前の宗教家になるべく、社会勉強の旅に出た。両親は既に亡くなっているが、神月教とは関わらない立場だった模様。立派な自宅を含めた遺産も受け継いでいたが、あえて無一文で旅立った。基本的に無銭状態で各地を巡っているようで、竜輝たちの許には近況を書いた手紙が時折届けられている。
及川 加茂（おいかわ かも）
婆倶羅教団（ばぐらきょうだん）教祖。婆倶羅教団は、埼玉県奥秩父を本拠地とし、婆倶羅様こそが世を変えると唱える。その実体は、ギレウスがヴァグーラを崇めさせ信精波を集めるために利用している教団である。ギレウスを養子としているが、その実逆らえない。

### 魔神（ディーバ）
魔神の本来の姿は、自然界を統べる精霊の長である。
太古の地球には魔神は存在せず、精霊だけがいた。精霊を統べる大地母精の下で自然の営みを司り、地に生命を栄えさせていたのである。やがて人間が誕生し、自然を「神」として崇めはじめたとき、まず信仰を集めたのは、恵みを与える大地母精であった。そうして大地母精は大地母神となった。これが最初の魔神である。
人間の信仰の力は信精波として魔神の力「神力（メギン）」（「魔神力（ディーバ・メギン）」とも言う）の源となる。人間の信仰により巨大な神力を得た大地母神は、その力で様々な神々を生み出した（魔精界もこのころ成立したと思われる）。その神々がさらに信仰を集め、信精波を得る代わりに人間に自然の恵みを与え、双方は互いに発展していった。
しかし、人間は文明を進歩させ、もはや自然の力に頼らずとも生きていけるようになった。そうして神々すなわち魔神への信仰は衰え、信精波は乏しくなり、自然は破壊されていった。特に水の魔神達は、水という水が汚されたために、日に日に弱っていくこととなった。逆に炎の魔神達は、神力自体は弱まっているものの、その活力源である炎の力が人間の文明で多用されたがために、全体としてみれば力を増している。
- 神力は単純に魔神の力となるだけではなく、その肉体構成にも密接に関係している。魔神の身体は構成元素と、その構成元素を固定する強力な神力で形作られている。身体を形作る神力は魔神の姿を記憶しており、仮に身体の一部を失っても、速度に個体差はあるが、再生することができる（特に竜族の再生力は群を抜いて強力とされるが、ナーガスのように腕一本を瞬時に再生するほどの者は稀である）。この神力を活動や攻撃に転用すれば、普段の何倍もの神力を発揮することができる。しかし、肉体を構成する神力を使うということは、肉体の一部を永久に失うということを意味し、しかも神力のバランスの崩れが全身の崩壊に繋がる危険性も孕む。諸刃の剣ゆえに最後の手段である。また、死んだディーバは属する構成元素に戻るため、見た目的には水や火などに戻って散っていくことになる。
  - なおディーバ (diva) という言葉の語源は印欧祖語 deiw-（輝く）であり、同族言語において光、空、神に関わる単語に、同じ語源を持つものが見受けられる。たとえばギリシア神話のゼウス (Zeus) やローマ神話のユピテル (Jupiter) 、北欧神話のテュール (Tyr) 、バラモン教のディヤウス (Dyaus) 、英語における神性 (Divinity) 、悪魔 (Devil,Demon) などである。詳細は天空神を参照。

#### 炎魔神（パイロ・ディーバ）
炎魔神は、炎の力を司る魔神である。人間の怒りや憎しみを信精波として己の力とすることができる。本編では説明されなかったが、もともとは「変化」を司る者達であり、世界を大きなエネルギーによって変化させ、循環させていく原動力が、本来の炎魔神の力であった。だが、「変化」の過程上で発生する「破壊」に人間が関心を寄せ、そのような面を崇め始めたことで、作中のような破壊の権化という性格が形になっていった。死ぬとその身体は炎となって散っていく。
作中では敵となる炎魔神だが、はるか昔には、当時の炎魔王と竜王は仲がよく、魔精界の危機に際して共同戦線を張ったという逸話もある。
ヴァグーラ
炎魔皇帝にして現魔精霊界王。前魔精界王である竜王ラージャスの衰弱に乗じ、魔精界制覇に乗り出した高位魔神。全身を炎に包まれた巨人の姿をしているが、あまりに炎が激しいため巨大な火の玉状になっている。
竜王の娘マナーサを強引に妻とし、魔精界を制覇した後は人間界を狙っている。竜輝にとっては母方の祖父なのだが、愛娘の息子であるはずの彼に対しては、「ナーガス伝説の体現者」という一面以外には、一片の関心すら抱いていない。
ナーガス伝説については、ナーガスを産み出す要である娘エスリーンの家出に狼狽える、対抗してギレウスという抹殺者を用意するなど、動じていない風を装いながらも内心は気に病んでおり、この点に関してはギレウスのセリフに曰く、「ケツの穴が小さい」ということになる。
最終決戦においてラージャスとの戦いでさえ見せなかった真の力と自身の城を破壊するほどの超巨体を露わにし、六将軍全ての技を含む超絶の攻撃力を振るった。
冷酷無慈悲な典型的圧政者ではあるが、唯一、娘のエスリーンに対してだけは優しい父である。その立ち位置はケルト神話のバロールに対応する。
- 使用技
  - 焦熱結界
  - 炎の剣
  - マグマ
  - 豪炎流星雨
  - 全てを飲み込む火炎の嵐

ギレウス
ヴァグーラの息子で、炎魔神と水魔神のハーフ。エスリーンとは母親違いの弟で竜輝の叔父にあたる。
エスリーンに逃げられたヴァグーラが、彼女にナーガスを生み出され、自らを破滅させられる危機に陥った際の最後の切り札として、自身が暗黒竜族の娘との間にもうけた最強の懐刀にして生まれながらの暗殺者、輝竜戦鬼抹殺者（ナーガスエリミネーター）。不羈たる「諸刃の剣」として、父親にさえも恐れられている。
ナーガスが現れるまでは、人間界にて信精波を確保する任務に付いており、婆倶羅教団の教祖・及川加茂の養子として「及川秀鬼（おいかわ ひでき）」を名乗っていた。
その出自と期待された役割から、皇帝の息子でありながら存在を外部に知らされることなく、ナーガスを迅速確実に抹殺するための「生ける兵器」として、炎界の辺境で戦いだけを叩き込まれ続けた。その境遇に加えて、自身を「母を炎の神力で焼き殺した末に生まれた存在」と吹き込まれていたため、ヴァグーラやナーガスを始めとしたこの世の全てを、何よりも母を殺した己自身を呪い、憎悪している。
ただし、凄惨極まる生を強いられ、憎しみに囚われてはいるものの、闘いには堂々と臨み、口先だけの約束はしないなど、非情ではあっても卑怯ではなく、魔神の戦士としての矜持を失わない、誇り高い男である。また、誰からも己を顧みられずに育った境遇から、母を慕い、愛と友情を求めて止まない、立場に相応しからぬ優しさと弱さを秘めている。
魔神としての姿は「黒いナーガス」というべき容貌である。姿が似ているだけでなく、同じく炎魔神の父と暗黒竜族の母を持つため、胸元には竜族の証である龍玉を持ち、本来なら炎魔神と水魔神双方の魔神力を振るうことができるが、憎しみだけを注がれてきた生い立ちとそれを決定的とする母殺しのトラウマに起因し、愛情に由来する水魔神の神力を行使できない。
覚醒からまだ長くないナーガスを緒戦では完全に圧倒するが、ある意味自己の存在理由そのものであるナーガスのひ弱さに憤慨を覚え、相応しい敵手として力をつけさせるため、また自身が用済みとして始末される事態を避ける保険の意味も兼ねて、竜輝を魔精界へ飛ばした。
ナーガスの力を得てヴァグーラに取って代わろうと企むが、夢の世界でナーガスを助けようとする沙智と顔を合わせたことをきっかけに、その体と心に変調を起こしていく。実はギレウス自身は知らされていないが、火水の神力のバランスが崩れていることで長くは生きられない状態にある。
ナーガスの水竜渦動衝を喰らって粉々になり、一度は完全に死亡するものの、傷つきながらも残った龍玉から、モリガンの胎内で再生(と言うより、新しく産み出してもらい新生)され復活を果たす。同時に、彼女の死をも恐れぬ献身から愛する想いとその強さを実感したことでトラウマを払拭、神力の調和も取り戻し、水の力も行使できるようになった。
最終決戦ではギレウスの参戦が状況を決する形となり、彼もまた『炎の孫』としてヴァグーラを斃す、ナーガス伝説の体現者となった。
終戦後はモリガンと共に（おそらく彼女が望んだとおり）何処へともなく去った。
- 使用技
  - 火炎弾
  - 閃射炎弾
  - 飛転斬鱗
  - 竜騎槍鱗
  - 炎竜焼牙
  - 豪炎流星雨
  - 水竜盾輪
  - 水竜渦動衝

スグシス
ヴァグーラの侍従長ドーベントの部下らしき炎魔神。右目の眼球が飛び出した獣のような姿をしている。ヴァグーラがボレアースを刺客としてナーガスに差し向けた際、その監視役として派遣された。
輝安を人質としてナーガスを倒そうとするが、その卑怯な振る舞いを嫌ったボレアースに殺された。名前の由来は、登場してすぐ死ぬから。
グライマー
炎界でも六将軍に次ぐ実力と残忍さを持ち合わせると恐れられる、炎魔神。炎に包まれた馬の姿をしている。人間界の富士五湖近辺に繋がる越界の鏡を監視していたが、手下の地魔神を捨て石とした後に自らナーガスに戦いを挑む。
小型の馬の形をした探索・監視用の分身メダマウマーを多数放出し、周囲を捜索させることができる。水魔神の必殺技を身につけたナーガスに一度は敗れ去るがウエウエテオトルの原初の火により復活する。名前の由来は英語「残忍な者 (grimmer) 」。
- 使用技
  - 炎騎突撃衝

##### 炎魔六将軍
炎魔神の中でも最強を誇る6神。いずれも人間界で力ある存在として崇められてきた者達だが、現在はヴァグーラ直属の将軍としてナーガスに襲いかかる。その炎の神力は沼を一瞬で干上がらせ、大地を溶かすことができるほど。しかしヴァグーラは彼ら6神が束になってかかってもかなわないという。
ネルガル
水界残党狩りの指揮を執っていた、炎魔六将軍の1神。古代メソポタミア風の被り物のようなパーツのある巨人の姿をしている。
水界残党を追いつめ、ヴァグーラの勅命により自らオアンネス親子の生命を奪いに現れる。その際、ディーナは取り逃がしたものの、オアンネスを殺害している。
最終決戦ではヴァグーラ城を打って出、かつて取り逃がしたディーナを認めて恨み言を叩きつけるが、最期はディーナに父の仇として討ち取られる。
人間界ではバビロニアで太陽神にして冥界神、火星の守護神たるネルガルとして崇められていた。
ウエウエテオトル
水界反乱軍と接触したナーガスを討伐するべく、ヴァグーラの勅命で水界に現れた、炎魔六将軍の1神で最古参。長いこと隠居していたため、世事に疎く、ナーガスのことを知らなかった。かつての水界侵略にも参加していない。いざ戦うとなると味方すら平気で巻き込む残忍さを見せる。
頭にコブラのような巨大な口のあるパーツを乗せた、ひなびた老人の姿をしている。頭の中には、地球の生命の素となった原初の火を備え、その力でかつて活躍した炎魔神を蘇らせ、エネルギーが尽きない限り無尽蔵に増える「千の軍団」として操る。
水界反乱軍の本拠地を壊滅させ大きな打撃を与えるが、頼りきっていた原初の火を頭もろともに切り離されて狼狽のうちにナーガスに斬り捨てられた。
人間界ではアステカで知恵者にして火の神ウエウエテオトルとして崇められ、頭に香炉を乗せた神として認識されていたようである。5巻でのみ「ウェウェテオトル」となっている。
- 使用技
  - 千の軍団
  - 焦熱結界

ヴァルカン
炎魔神と地魔神のハーフで、マグマの王と呼ばれる。そのふたつ名のとおり、地を割りマグマを操る。スルトの「軍団相手には役に立つが個人相手には大雑把」という言に憤っていたが、実際、ひとりずつちまちま潰していく戦い方は性に合わないようである。
全身が岩塊と溶岩が寄り集まった爬虫類か、火山そのものが形をとったガマガエルのような巨体を持つ。ウエウエテオトルほどではないが年寄りらしい。
竜輝たちの「大いなる力」獲得阻止のためヴァグーラにスルト、アグニと共に召喚されるが、特にスルトと折り合いが悪く単独で竜宮城に攻撃を仕掛け、乙姫の奥の手「海竜砲」で撃破された。
人間界ではローマ帝国で火の神ウルカヌスとして崇められていた。
- 使用技
  - マグマ

スルト
ウザテースの「大いなる力」を探索するナーガス達の前に立ちはだかった、六将軍の1神。ヴァイキングの兜飾りのような雄々しい角を持つ、逞しい巨人の姿をしている。必殺技「炎の剣」は六将軍最強の破壊力を誇り、ナーガスのハイドラシュレッダーすら容易くはじき返す。
ナーガスに危険を承知で「大いなる力」を使わざるを得ない状況に追い込んだものの、暴走する巨神と化したナーガスに鎧袖一触されてしまった。
人間界では古代北欧に伝わる巨人族の長で、最終戦争ラグナロクを経た後も生き残り世界に炎を放って一度滅ぼす炎の巨人スルトとして恐れられていた。
- 使用技
  - 炎の剣

アグニ
本名、アグニ・ヴァイシュバーナラ。額に「第三の眼」のような器官を持ち、炎のように逆立つ髪を持った巨人の姿をしている。「六将軍の目」というふたつ名は、他者を圧倒する情報収集能力を持つためである。
「大いなる力」を、ヴァグーラ台頭以前より狙っていたが……。
人間界ではインド神話にて世界守護神たる火の神アグニとして、天地の至る所に存在する者として崇められていた。
フェニックス
炎魔六将軍最後の1神。全身に炎をまとった巨鳥の姿をしている。魔精界一の再生力を持ち、身体に風穴が開いた程度では死なない上、粉微塵になっても炎の欠片が一片でも残っていれば、いつか復活するという。
ヴァグーラ城にナーガスを先頭に反乱軍（レコンキスタ）が侵攻する最終決戦でようやくの登場となったが、そのままナーガスの一撃で退場となった。
人間界では不死鳥フェニックスとして、キリスト教の不死のシンボルとなったり、ソロモン王に従えられた魔神として伝えられたりした。その由来は古代エジプト神話の霊鳥ベンヌにまで遡るという。
- 使用技
  - 熱羽豪嵐

#### 水魔神（ハイドロ・ディーバ）
水魔神は、水の力を司る魔神である。人間の愛を信精波として己の力とすることができる。しかし、人間界の水が汚され、人間達の心も恨みや憎しみ=炎の信精波に傾きがちな昨今、水の神力はその力を減じられてしまった。そこを炎魔神につけ込まれ、攻め込まれて陥落した。だが、わずかに生き残った者達は、救世主ナーガスの伝説を拠り所にし、その後も抵抗を続けている。
先述のとおり、命の源である水を汚して水魔神の力を減じる一因となった人類に幻滅している者も少なくはなく、積極的に殺すほどではないが、死んでも仕方がないと人命を軽く視る風潮もある。

##### 竜族
本作では、いわゆる竜／ドラゴンは水界に属する。その強大な力ゆえ、人間界でも多くの神話で神とされ、また悪魔ともされたが、水の信精波が低下した現代では直系の多くは力が衰えて存在を維持できず消え去っている。本作での竜は二種族あり、片方は輝竜（ナーガ）族、もう片方は暗黒竜（ダーク・ナーガ）族である。
この項目では、竜族の血を引く登場人物を紹介する。ただし、霧山竜輝（ナーガス）、ギレウスについては既出の各項目を参照。

###### 輝竜族
輝竜族は、水界においては最も有力な一族で、おそらく一族の長「竜王」が水界の王を代々務めている。その姿は、純粋な水魔神であれば人間界での東洋の龍が多いようである。混血となると、西洋のドラゴンの形となったり、二足直立の竜人のようになったりもする。が、魔神の姿は多種多様である（特に女性は容姿も人間の姿に近くなる傾向がある）ため、絶対ではない。
身体のどこかに竜玉と呼ばれる宝玉を持つ。竜の血が濃いほど大きいようである。力を使う時に光を放ち、その光の色は透き通った青。だが、炎魔の血を併せ持つ者が炎界の要素＝怒りや憎しみなど、他人を傷つける破壊的な感情に染まった時には、燃えるように真っ赤な光を放つ。
ディーナ
本作の第二のヒロインともいうべき存在。水界の将軍オアンネスの娘。金髪碧眼の美人で、魔神としての姿では、耳が外鰓状になっている。父からの命令で、ナーガス探索のために人間界へとやってきた。
竜の血は母方からわずかに引き継いでいるのみだが、同じ竜の血を引くナーガスを見分けることができ、額の竜玉でナーガスとテレパシーで交信することができる。また、霧に姿を変えることが可能。水界残党軍にあって生き延びてきただけあり、戦闘力もなかなかにある。作中では太輔とコンビを組んで戦うことが多く、息が合った戦いぶりを見せる。
- 使用技
  - 水幕結界
  - 円月水裂輪
  - 氷霜円舞

竜王ラージャス
前魔精界王。マナーサの父で、ナーガスから見れば母方の曾祖父に当たる。ある時は荒れ狂う津波のように猛々しく、ある時は深界の暗黒のしじまのごとくおごそかな心を持つ、偉大な王。四爪の龍の姿をしている。
在位500年の間、平和に魔精界四界を統治してきたが、近年、人間界で自然が汚されるようになってから力を著しく衰えさせていた。そこを突いて攻め込んできたヴァグーラと互角に戦うも、ついには倒され、ナーガス伝説を言い残して息絶える。
名前の由来はインドで「王」を意味するラージャ。
マナーサ
竜王の娘。ナーガスにとって母方の祖母に当たる。胸元に大きな竜玉のある、額に龍のような角を持つ女性の姿をしている。
竜王敗死時に、無理矢理ヴァグーラの妻とされ、やがて娘エスリーンを産む。以降30年以上、予言の成就=ヴァグーラの破滅の日を待ち続けていた。
竜王の血族としての神力も伊達ではなく、ヴァグーラの焦熱結界を複数人纏めて収まる範囲で防ぐ水幕結界を張る。最終決戦では水に加え雷の神力を振ってナーガスに助太刀。ヴァグーラからは夫として恨み言を吐かれるも一蹴した。戦後はあらためて魔精界の王位に就く。
- 使用技
  - 水幕結界
  - 竜王雷電撃

エスリーン
竜輝の母。ヴァグーラの娘で、炎魔神と水魔神のハーフ。竜王の娘マナーサを母に持つ。ギレウスは母親違いの弟。
冷酷なヴァグーラに唯一可愛がられる存在ではあったが、ナーガスの誕生を恐れられるあまり城からの外出は一歩も許されれず、伝説についてもまったく知らさなかった。しかし、父譲りの奔放な性格が幽閉を我慢できるはずがなく、本編開始より18年前、城を抜け出し、ティアの手引きで人間界へと出奔することとなる。人間界で輝安と出会い、息子・竜輝をもうけるが、炎界の捜索隊に息子が見つかることを恐れ、家を出たところを発見され、炎界に連れ戻された。
家族の安全のため自身の体を水晶と化して封印した状態のままヴァグーラ城に安置されている。
肉親が骨肉の争いを繰り広げる様に耐えきれず、封印を脱して父への情に苦悩しつつも息子を助けることを選ぶ。戦後は人間界で竜輝と暮らす。
名前の由来はケルト神話のバロールの娘エフネ（エスリン）。
瀬ノ王（せのおう）
竜の眷属にして、人間界の富士五湖の主。ディーナ達が魔精界から脱出してくる時に使った、富士五湖にある越界の鏡を守っている。伝説ではその昔、竜ヶ岳に降臨して富士山の噴火を予告したといわれ、竜神様と崇められている。本栖湖・西湖・精進湖を繋ぐ地底湖に居を定めている。
他の水魔神と同じく炎界の者に対抗できるだけの力はないが、ナーガスの成長を導き、竜族に伝わる技「水竜斬刃（ハイドラシュレッダー）」を伝授した。ナーガスがグライマーを討ち果たす様を見届けつつ、自身の寿命を察した今生の別れを告げながら湖底へ消えた。
- 使用技
  - 水竜斬刃（作中では使用せず）

サザナミ（乙姫）
竜宮城に住まう竜王家の親戚筋。劇中確認され限り唯一の竜輝の親戚である。海の精霊力の中枢である竜宮をもって、人間界の海を司る。両側頭に角を持ち、胸元に大きな竜玉を持つ、羽衣のあるアジア風の服を着た黒髪の女性。外出時には大亀に変身する。
千年前に恋した浦島子（浦島太郎）に瓜二つの太輔に惹かれ、告白するが、敢えなく断られる。竜宮城が万が一にも破壊されるわけにはいかないため、ヴァルカンとの戦いを除き、ヴァグーラとの戦いには直接参加しなかった。
- 使用技
  - 海竜砲（実際には名前が付いていない）

###### 暗黒竜族
暗黒竜族（ダーク・ナーガ）は、邪悪な心を持つ竜族である。自分に逆らう者は人間であろうと魔神であろうと皆殺しにするため、水界では嫌われ者となっている。人間界の伝説で退治される竜の多くは暗黒竜族である。人間界の伝説では、暗黒竜族の多くは炎を吐くが、この理由は、はるか昔に炎魔と混血したためだという。
竜王ラージャス存命の頃は、彼の強大な神力でもって、辺境に封じられていたが、竜王死後は封じの神力が失われ、暗黒竜族がいつ報復に動き出してもおかしくない状況にある。実際には作中で彼らが積極的な行動に出ることはなかったが、一族の女が一人、ヴァグーラの子を孕み、その子の炎の神力で焼き殺されたらしい。

##### 反抗軍（レジスタンス）
竜王が斃れ、水界最後の砦が陥落した後も、水界の者達が炎界に屈することはなかった。残党同士が集まり、ヴァグーラにさらなる抵抗を続けている。しかし、その勢力は、一人の戦死ですら大きなダメージになるほどに衰えていた。魔精界に赴いたナーガスと出会うことで希望を見いだした彼らの戦いは、大きな転換期を迎えることとなる。
この項では反抗軍に属する水界の戦士を紹介する。便宜上、砦陥落前の残党の将であったオアンネスも、この項で説明する。
オアンネス
水界の将軍。ディーナの父。魚の頭を兜代わりにかぶったタラコ唇の半魚人のような姿をしている。竜王亡き後、ネルガル率いる炎界の手の者に屈することなく、残党を指揮して抵抗を続けていたが、力及ばず、ついに最後の砦の陥落を目前とすることとなった。
追いつめられた状況に至り、最後の希望としてナーガスを呼ぶことを決断、ディーナにナーガス探索を命じる。しかし、ディーナと共に越界の鏡の間に赴いた際、結界を破って侵入を果たしたネルガルから娘を守るために立ち向かい、その生命を落とす。
名前の由来は、バビロニア神話の水神オアンネス。
サルマリュート
水界の反抗軍の隊長。砦陥落後の残党の寄せ集めである反抗軍をまとめ上げ、ナーガス伝説の希望の下に絶望的な戦いを続けていた。
性格は沈着冷静で育ちがいいため、叩き上げで荒っぽい副長ラーザニルとは最初ウマが合わなかったが、戦いの中で無二の親友となっていた。
姿は各所から大きなヒレを生やした竜人に近いが、竜族との関係は言及されていない。
- 使用技
  - スパイラル・シェイカー

ラーザニル
水界の反抗軍の副長。カニを魔人化したような姿をしていて、ティアには「カニみそ」「みそ」と呼ばれる。恋人のプエラを殺された日から、死んでもいいつもりで戦い続けてきたが、生き残り、副長にまでなった叩き上げの古兵。
ナーガスを迎えて沸き立つ反抗軍の中にあって唯一ナーガスを認めず、猜疑の目で見続けた。だが、共に行動するうちにナーガスの決意を目の当たりにし、認識を新たにしていく。対ウエウエテオトル戦では、頼りになる戦士として完全に認めていた。力を温存しなくてはならずに苦戦するナーガスの楯となり、一世一代の大勝負を仕掛けるがグライマーと相打ちになる。
名前の由来は作者がアイスランド語の本より抜き出した単語で構成した造語であり、「忠告する者」を意味する。
- 使用技
  - 発泡素沫射

カイル
反抗軍に参加している水魔神の少年。水界最後の砦の陥落時に両親を失った。鋭く尖った巻き貝の帽子をかぶったような姿をしている。どうやら母親似らしい。
平和な頃の水界をほとんど知らず、伝説を知った時からずっとナーガスに憧れていた。やや先走りしすぎるところはあるが、一人前の立派な戦士である。
終戦後は王位に就いたマナーサに仕え、たくましく成長した姿が描かれている。
- 使用技
  - 転身貫通撃

#### 風魔神（アエロ・ディーバ）
風魔神は、風の力を司る魔神である。また、大気の力や、寒気、暖気、気圧などを己が力とする。例外なく飛行能力を持つ。飛行能力自体は他の界の魔神にも持つ者がいるが、速度では追随を許さない。ヴァグーラの恐怖の支配を受け、あるいは自ら進んで、炎界側に味方している。
ボレアース
北風の古老の一神として名高い魔神。武勇に聞こえた老兵。巨大な翼を持つ鳥人のような姿をしている。一族を人質に取られ、ヴァグーラに従っているが、その実、誰もが恐れる炎魔皇帝を前に呼び捨てにしたり、傲慢な態度を取るなど、反抗的である。
ナーガス討伐を申しつけられた時にも、その内心には、ヴァグーラを倒すというナーガスが本物かどうかを確かめるという目論見があった。卑怯な振る舞いを嫌い、戦士としての生き方を全うすることを望む。ナーガスを認めた後は魔神としての戦い方を教授するべく戦い、敗れながらも満足そうに逝った。
名前の由来はギリシャ神話の北風の神ボレアス。
- 使用技
  - 気流刃
  - 風威・墜砕渦動流
  - 雹嵐撃砕射

モリガン
ギレウスに付き従う風魔神。黒い翼を持つ黒い肌の女神の姿をしている。カラスを使いとすることができるほか、大気の密度をコントロールして作り出した光の屈折を利用した幻影に長けている。
実はギレウスの監視としてヴァグーラから遣わされたのだが、ギレウスには最初からばれていた。それでいてなお自分を傍に置く剛毅さを持ちながら、凄まじい過去を持つギレウスに、モリガンは惹かれていく。
ある意味でこの物語の三番目のヒロインと言うべき存在。本来の話運びの予定ではギレウスに倒されるだけのチョイ役だったが、最終的にはレギュラーキャラとなった。
ナーガスに倒されたギレウスの龍玉を自分の子宮内で再生させ、ギレウスを蘇らせた（ギレウスにとって第二の母となる）。
最終決戦ではギレウスにこれ以上の戦い傷つくことを望まなかったが、全ての因縁に決着をつけるため出撃した彼を、沙智たちと共に見守った。
名前の由来はケルト神話の戦女神モリガン。
- 使用技
  - 蜃気楼

#### 地魔神（ゲー・ディーバ）
地魔神は、地の力を司る魔神である。人間界に存在する大地や岩の力、人間外の獣や虫の力を己の力とする。特有の能力として隠形の術があるが、全ての地魔神が持ち得るものかどうかは不明である。風魔神と同様に、ヴァグーラの恐怖の支配を受け、あるいは自ら進んで、炎界側に味方している。死ぬとその身体は土塊となって崩れていく。
ドリワーム
ヴァグーラの命を受け、ナーガス討伐のために人間界にやってきた地魔神。老人のような顔の頭部から何本もの触手を生やしたカマキリのような姿をしており、配下として環形動物に似た（最大3メートルにもなる海生種で肉食のオニイソメがやや近い）「虫」を操る。
虫は人間の体内に寄生し、備えた鋭い牙によって人間の肉体を食い破る。この虫により、沙智以外の竜輝のクラスメート全員（＋教師2名）が無惨な死を迎えた。ドリワーム本体の触手は虫よりは強靱。また、損傷から再生する際に形態を変えることがある（作中では鞭状→牙を持つ蛇状になった）。
名を上げるために竜輝を魔神化させて倒そうと目論んだことがあだとなって、ナーガスの力を目覚めさせてしまう。
クザン
グライマー配下の地魔神。富士五湖の越界の鏡の監視を、人間界側で行っている。鎧武者のような風体をしている。性格的にも狂暴残酷な同僚とは一線を画し誇り高く、形式上は上役のグライマーにも一切媚びへつらいはしない。グライマーよりナーガス討伐を命じられ、ヴァグーラに地魔神の力を見せつけるべく、同僚のガルカイン、バリオンスクスと共にナーガスの前に姿を現す。
両手首から大ぶりの曲刀状の刃、「岩斬剣」を生やしており、実際は岩どころかダイアモンドすら切り刻む硬度を持つ。また、全身を包む鎧もナーガスの爪を受け付けず、サラマンドラバーンにすら耐えたが、超高熱から体内までは守りきれなかった。
名前の由来は「クザンナイフ」から。
なお、同じくガンガンに連載されていた『南国少年パプワくん』に、クザンとの戦闘中にコマ外に書かれた「ナマヅメハーガス」というシャレから生まれたゲストキャラクターが登場する。
- 使用技
  - 岩斬剣

ガルカイン
グライマー配下の地魔神。クザンらと共に行動している。細長い頭部を備えた頭と、滑空用の皮膜状の翼を持つ、どことなく爬虫類めいた印象の姿をしている。
舌はストロー状になっており、獲物の精気を吸い取ることができる上、自分の意志で根元付近から何本にも枝分かれさせ、獲物を拘束することもできる。また、細長い頭部は破壊しても大きなダメージにはならず、中に詰まっている「吸精銛」という無数の器官で敵を串刺しにし、こちらからも精気を吸うことができる。
ナーガスが現れるまで、竜ヶ岳で退屈しのぎに人間の精気を吸っていたが、ミイラ状の遺体が残るため、謎の怪死事件として話題になっていた。
少女が餌食になる有様は作中屈指のショッキングシーンである。
バリオンスクス
グライマー配下の地魔神。クザンらと共に行動している。ワニのような頭をしているが、身体には四肢はなく、蛇のようである。地中を自在に動き回る力があり、敵の不意を突いて地面から顔を出し、鋭い牙を備えた強靱な顎で噛みつき、人間程度なら、そのまま地中に引きずり込むこともできる。
ナーガスが現れるまで、ガルカインと共に、竜ヶ岳で退屈しのぎに人間を襲っていた。
ゴウライ
ギレウス配下の地魔神、額に4又に枝分かれした形状の角を持つ、恐竜のような印象がある（ブロントテリウムなど異形の角を生やしていた古代サイのようでもある）が、上腕は逞しい人間のものである。
左右3つずつ横に並んだ眼を持つ。ビルの壁面など二次元上を転移すると思しき能力を持ち、建造物ごと壁面を破壊して実体を現す。角より放出する雷撃は一撃で建造物を半壊させるほどの力があり、壁の中からでも使用できる。
ヴァグーラからギレウス経由で伝えられた「人間共に神の意志を見せつけよ」という命に従い、思うがままに力を振るう。
- 使用技
  - 裂空砕迅槌

ドーベント
ヴァグーラの侍従長。齧歯類にも似た小動物のような姿をしている。手指は4本で非常に長い。属する界は作中では最後まで不明だったが、実は地魔神である。速い時期ににヴァグーラに取り入って成り上がった、典型的な日和見主義者。忠誠心自体はあまりないようである。
ヴァグーラからは（「いつでも使い捨てられる、便利な道具」という認識かもしれないが）それなりに働きを評価されている模様で、六将軍やボレアースなどを呼び出す役目を与えられたり、ギレウスの秘密を明かされたりしている。しかし最終決戦ではヴァグーラが一切意に介することなく本性を現したことで崩壊した城の下敷きとなって死亡した。
初期設定でのモデル及び名前の由来は、アイアイ (daubentonia) である。

#### その他の魔神
界の分類が不明の魔神、またはもともと魔神ではなかったものである。
ティア
エルフの様に長く尖った耳を持つ、手のひらサイズの小人の姿をした、属界不明の魔神。見かけとは反して、オアンネスよりもはるかに古い魔神である。水界の砦の内部にある越界の鏡の番をしていて、炎界を逃げ出したエスリーンを人間界に送ったこともある。砦陥落時に、ナーガス探索の使命を受けたディーナと共に鏡を抜け、以降、行動を共にする。
非常に強力な神力を持っており、その力を開放することで何度もナーガスたちを救っている。しかし、力を使う度に少しずつ縮んでいき最後には消えてなくなってしまう（自称）ため、よほど追い詰められた時でないと力を使うことはない。様々な事を知っているが、本人は昔の記憶を忘れてしまっている。その正体は結局作中で明かされることはなかったが、彼女の正体が何らかの伏線だと匂わせる描写は何度かあった。
魔の樹城
水界の辺境にある巨大な樹。通称「呪われた城」。この城に向かって、生きて帰ってきた者はいないという。それ自体が巨大な魔神であると言われ、すさまじい神力を持ち、自分の周りにある魔神力を全て封じてしまう力がある。
周辺には樹城から放射される力の影響で変異してしまった怪物がうごめき、入り口には根に意識を吹き込んだ「生ける門番」を、内部に夢魔や「炎の回廊」を擁し、最上階には魔神ウザテースが住むという。また樹城自身も意識を持つ。自らを「かつて世界を司った魔神の一部」であると述べ、ティアと何らかの関係があるらしい。
夢魔
魔の樹城内に住み着く魔神。ただし、樹城の力で魔神化しているだけであり、もともと魔神ではない。樹城への侵入者に幸せな夢を永遠に見せることが生き甲斐。
その夢から逃れることは決して容易ではないが、もともと幸せを望まない者には夢を見せることができない。正体は、6つの乳房を持つ、おぞましい外見を持つ魔物である。
ウザテース
魔の樹城に住む、伝説の魔神。魔精界誕生の頃、四界が完全に分かたれる前から生きているため、属する界ははっきりしない。「勇者を導く者」という異名を持つ。
遥か昔、若い頃は強大な神力を誇り、慢心して魔精界の帝王になろうと考え、当時の竜王と炎魔王が率いる連合軍と戦ったという。巨大な角と第三の眼を持つ。
実際には樹城の虜囚として、全身に食い込んだ根に囚われてその一部となったミイラ状のまま生き続ける罰を課されている。しかし樹城の試練を越えて竜輝たちが対面を果たしたことで約定に基づき刑が終了し、「大いなる力」への鍵となる第三の眼を残して消滅した。
- 使用技
  - 大いなる力

## 使用技
この項では、各魔神が使用する、主な技を解説する。
流水弾（りゅうすいだん）
水魔神の基本技と思われる攻撃技。高圧の水を打ち出して攻撃する。柔らかい体組織程度なら簡単に打ち抜く威力を持つ。術者の技量に応じて弾数や軌道が向上し、ナーガスのオリジナル「流水弾乱れ撃ち」に至っては、誘導ミサイルの連射に等しい。
竜斬鱗（りゅうざんりん）
ナーガスの前腕表面部に、左右4本ずつ並ぶ、刀状の鱗。普段は他の鱗と並んで目立たないが、いざという時に伸張する。「斬」という名が付くことに反し、主に防御に使われる。ボレアースの気流刃を受け流すほどに硬いが、クザンの岩斬剣では2本目までをへし折られ、3本目にひびを入れられることになった。ウエウエテオトル戦では右腕に神力を集中することで身の丈よりも大きなブレードを形成し止めの一撃となった。なお、命名者はティアである。
水幕結界（すいばくけっかい）
水魔神が使う防御技。多数の魔神が使うため基本技だと思われる。水の幕を自分の前方またはドーム状に現出させ、その力で炎を防ぐ。しかし、使い手の力量如何によっては、強力な炎は防ぎきれず、水蒸気爆発を引き起こすこともある。普通の盾のように、ある程度の物理的衝撃を防ぐこともできる。
炎竜焼牙（サラマンドラ・バーン）
ナーガス及びギレウスの必殺技。炎の精霊力を結集させ、竜の形をした業火を放つ。その威力は、ナーガスが初めて使用した際でも、ボレアースの雹嵐撃砕射を蒸散させ、ボレアース自身をも焼き尽くした程である。しかし、炎の技であるため、敵である高位の炎魔には通用せず、水竜斬刃習得後には使用しなくなってしまった。
ギレウスが使用する際は暗黒の炎で構成されており、しかもギレウス自身が炎魔に傾いているため威力が強い。
水竜斬刃（ハイドラシュレッダー）
炎竜焼牙に代わるナーガスの必殺技。水を結集させ、9つの頭を持つ竜の形をした水流“水竜（ハイドラ）”を放ち、敵を切り刻む。水竜の数や大きさは使い手の力量にも影響されるほか、技量と共に信頼関係も要するが他の魔神が作った水竜を自身の技に加えることも可能。
竜族に伝わる技の仲でも屈指の威力を誇り、瀬ノ王が会得していたが、水界の衰えと共に後継者もなく、衰えて技を使えなくなった瀬ノ王を最後に失伝する運命であった。怒りや憎しみという炎の心に流されて戦うのではなく、心を水に傾けることで、水の精霊の助力を得たナーガスは、瀬ノ王よりこの技を会得するに至り、グライマーに勝利を収めたのである。
後に水の神力に目覚めたギレウスも使用した。
水竜渦動衝（ハイドラストリーム）
ナーガスが編み出した、水幕結界と水竜斬刃、そしてカイルの転身貫通撃の応用併せ技。生成した水幕結界と喚び出した水竜とを丸ごと螺旋状に回転させ、ドリルのように突撃する事で同出力の水幕結界の数倍の防御力を持たせる事が出来、突進する事で、防御力をそのまま攻撃力に転じる事も出来る攻防一体の技。攻撃力は上位魔神でも一撃で粉砕し、防御力は炎竜焼牙をも防ぎきる。また、フェニックス戦では相手を貫いたところで水竜を膨らませるように拡大して対象を粉々に引き裂いている。
水竜盾輪（ハイドラシールド）
ギレウスの使用する技。召び出した水竜を手元で旋回させてヴァグーラの炎の剣すら防いだ強力な防壁。水幕結界の強化版と思われる。ナーガスもフェニックス戦で放った水竜を使った盾で味方を守る技を使っている。

大車輪針
太輔の攻撃技。針のように硬く鋭くなった体毛を大量に撃ち出す。跳躍し、身体を前に高速回転させながら撃ち出すこともある。跳ね返したのはナーガスが初めてだという。
ムジナの最後っ屁
太輔曰く「奥の手」。屁を敵に浴びせかける。強い匂いが苦手な魔神には強力な牽制となる。
焦熱結界
ウエウエテオトルやヴァグーラが使用する高温の炎の結界。周辺を灼熱地獄と化し、大地を溶かし砕くほどの威力がある。似た名前の水幕結界とは違って攻撃技としての性格が強いが、己に向けられた攻撃を高熱で霧散させるといった防御的な面もある。また、炎魔の基本技ではなく、限られた高位魔神しか使えないと思われる。
炎の剣
スルトが使用する、六将軍最強の破壊力を誇る技。棒状と化した炎を剣のごとく振り回す。その威力の前では生半可な攻撃は容易く跳ね返される。また、ヴァグーラが使用した際は、攻撃の余波が遠い後衛にも届くほどの威力がある。
マグマ
ヴァルカンが使用する技。地面からマグマを湧き出させ、広範囲を攻撃する。明らかに軍団向けの技で、単体の敵を相手取るには大雑把である。
豪炎流星雨（ブレイズ・ミーティア）
ギレウスおよびヴァグーラが使用する技。上空に発生させた数十発の超高熱の火炎弾を、数百メートル四方に渡り降らせる技。範囲が広いため、並の水幕結界では防ぎきることはできない。この攻撃により竜宮城はズタボロにされてしまった。
全てを飲み込む火炎の嵐
ヴァグーラの髪が炎の渦と化して広がっていく技。この炎の渦が魔精界全土に広がる時、全ての魔神は死に絶え、『無』が世界を覆うという。魔精界がなくなればヴァグーラも生きていけないので、命と引き替えの技と言える。
火炎弾
炎魔神の基本技と思われる、炎の弾を敵にぶつける技。使い手の力にもよるが、柔らかい体組織程度なら簡単に打ち抜く威力を持つ。
閃射炎弾
ギレウスの使用する技。複数の強力な火炎弾を発生させ同時に射出する。
飛転斬鱗（ヘル・スピナー）
ギレウスの使用する技（と言うより固有武器）。左手首の鱗を回転鋸刃のように高速回転し射出する。射出後は連結した鎖状の鱗により回収する。
竜騎槍鱗（ランス・ドラグナー）
ギレウスの使用する技（と言うより固有武器）。右下腕部の鱗を騎槍状に伸ばし刺突する。
炎騎突撃衝（ファイアースタンピード）
グライマーの真の魔神力。自分の周囲に炎をまとい、その状態で敵に突撃する。竜でもこの突撃に耐えた者はいないという。実際、ナーガスは間一髪で避けたものの、その威力は激突した山を吹き飛ばす程。
千の軍団
ウエウエテオトルの頭部の「原初の火」から出現する、死んだ炎魔神達の総称。過去の精鋭達である。グライマーでさえ蘇らせた。生殺与奪の全てを「原初の火」に頼っている為、事実上ウエウエテオトルの言いなりとならざるをえない。また、この技の裏付けがあるため、ウエウエテオトルは仲間の巻き添えをまったく考慮しない。
熱羽豪嵐（ヒートフェザー）
フェニックスの使用する技。炎の羽を大量に含む嵐を発生させる。
円月水裂輪（ムーン・ディヴァイダー）
ディーナの必殺技。水に圧力をかけて薄い円盤状にし、高速回転させながら敵に放つ。高圧で噴射された水が鋼鉄をも切り裂くように、この技も敵を両断し、その背後の樹木をも簡単に切り裂く。
氷霜円舞（アイスロンド）
ディーナの技。竜宮にてサザナミより授かった技で、氷霧を発生させそれに包まれたものを凍結させる。バルカンの溶岩を一瞬で固め、ネルガルを一時的に凍結させた。
竜王雷電撃（りゅうおうらいでんげき）
マナーサの技。強力な雷撃で敵を撃つ。冒頭でラージャスがヴァグーラに向けて放ったものもこの技だと思われる。
海竜砲
正式名称不明。今は亡き海竜王の技で、竜宮でもある海竜王の口から極太の光線を発射する。その威力は凄まじく、ヴァルカンを一撃で粉砕した。サザナミが使うには使用する神力が多すぎ、発射後はしばらくの休息が必要になる。
スパイラル・シェイカー
サルマリュートの技。回転する高圧の水流で呑み込んだ敵をもみつぶす。
発泡素沫射（はっぽうすまっしゃ）
ラーザニルの技。泡状の水流を口から発射する。回廊の炎を消すのに使用した。
転身貫通撃（ボーリングブレイク）
カイルの必殺技。貝殻状の頭部を先端に、回転しながら体当たりする技。当たれば相手の体に穴を穿つ威力を持つ。ラーザニルの最後の一撃を浴びたグライマーにとどめを刺した。後にナーガスが水竜渦動衝を編み出す切っ掛けとなった。
気流刃（きりゅうじん）
風魔神の基本技と思われる攻撃技。気流を高速でぶつけ、いわゆる伝承に言われるかまいたちのような現象を起こして敵を切り裂く。ボレアースレベルの使い手なら一度に多数の気流刃を発生させることが可能であり、しかも、そのひとつひとつが太い腕を一気に切り落とす程の威力を持つ。
風威・墜砕渦動流（ふうい・ついさいかどうりゅう）
ボレアースの必殺技。竜巻を操り、その中に敵を巻き込み空中高くに運び去る。さらに竜巻の渦を反転させる「渦動反転（リバース）」によって、敵を地面に叩きつける。巻き上げる高さはおよそ千メートルまではいくことが確認されており、反転時の最大速度は超音速であるという。
雹嵐撃砕射（ヘイル・バスター）
ボレアースの真の魔神力。風の精霊に命じて北方より暗雲と寒気を呼び寄せ、自らの周囲に集結させ、その雲より拳大の雹を大量に降らせる。降らせると言うより発射すると表現した方がふさわしいほどの、すさまじい速度で降下する雹は、すべてを塵と化すと言われ、木造日本家屋はおろかコンクリート建築すら造作なく粉々にしてしまう。ナーガスをして「まるでバルカン砲だ」と言わしめるほどである。
蜃気楼
モリガンの技。大気の屈折を自在に操り、広範囲に幻像を見せる。神月教への神罰をそれらしく見せるために使用したほか、ナーガスを越界の鏡に誘導したり、ナーガスとギレウスの戦いに割って入るときにも使用された。
ちなみに水魔神は遥かに小規模だが、水の微粒子を操って光を屈折させる類似の術を行使でき、衣類を含む自身の姿形をコントロールしてディーナの人間界での変装や、竜輝がナーガスへの変身で服を失うことの対策に活用していたが、術が解けると素っ裸をさらしてしまうことになる。
岩斬剣（ざんがんけん）
クザンの両手首にある曲刀状のパーツ。名前以上の威力を誇り、ダイヤモンドすら切り刻むという。ボレアースの気流刃にも耐えた竜斬鱗の2本をへし折り、3本目にもひびを入れた。
裂空砕迅槌（れっくうさいじんつい）
ゴウライの技。頭部の四本に先割れした角から発射される強力な雷撃で敵を撃つ。
大いなる力
遥か昔、ウザテースが全魔精界を敵に回した大戦に敗れた後、魔精界に捕らえてあるウザテースからその絶大な神力を分離し、人間界の海底深く封印したもの。封印は竜と炎魔双方の神力を注がねば解除できず、二つの神力を受け継いだ竜輝よって解かれる。解放された神力はウザテースの遺した「第三の眼」と融合した。
手のひら大の光る珠だが、あまりに強大すぎて何者にもコントロールできない。策略により珠を奪ったアグニはウザテースと見まがう巨人の姿になったが、直後に暴走して身体がはじけ飛んでしまった。ナーガスでさえ、巨神となってスルトを一撃にて打ち砕く力を振るうも、ウザテースの記憶に飲まれて正気を失い、危うく沙智やディーナを殺しかけてしまった。
しかし最終決戦においては、人間であるため神力の直接の影響を受けない沙智が手にすることで、間接的に味方の魔神全てに加護を与えるという方法で竜輝たちを後押しした。